# Rushford
Rushford és una població dels Estats Units a l'estat de Minnesota. Segons el cens del 2000 tenia 1.696 habitants.

## Demografia
Segons el cens del 2000, Rushford tenia 1.696 habitants, 704 habitatges, i 433 famílies. La densitat de població era de 380,7 habitants per km².
Dels 704 habitatges en un 29,3% hi vivien nens de menys de 18 anys, en un 52,1% hi vivien parelles casades, en un 8,1% dones solteres, i en un 38,4% no eren unitats familiars. En el 34,8% dels habitatges hi vivien persones soles el 22,2% de les quals corresponia a persones de 65 anys o més que vivien soles. El nombre mitjà de persones vivint en cada habitatge era de 2,26 i el nombre mitjà de persones que vivien en cada família era de 2,93.
Per edats la població es repartia de la següent manera: un 0% tenia menys de 18 anys, un 0% entre 18 i 24, un 0% entre 25 i 44, un 0% de 45 a 60 i un 0% 65 anys o més.
L'edat mediana era de 2,93 anys.
Cap de les famílies estaven per davall del llindar de pobresa.

## Poblacions més properes
El següent diagrama mostra les poblacions més properes.